# Eremophila elachantha
Eremophila elachantha är en flenörtsväxtart som beskrevs av Friedrich Ludwig Diels. Eremophila elachantha ingår i släktet Eremophila och familjen flenörtsväxter. Inga underarter finns listade i Catalogue of Life.